# Neill Blomkamp
Neill Blomkamp (* 17. září 1979, Johannesburg, Jihoafrická republika) je jihoafricko-kanadský režisér, scenárista a producent specializující se na sci-fi žánr. Typickým je pro něj dokumentární styl.
Jeho nejoceňovanějším snímkem je hned jeho celovečerní debut, sci-fi thriller District 9, za nějž byl nominován na Oscara, Zlatý globus i cenu BAFTA za scénář, na britských cenách navíc i za režii. Film, který produkoval Peter Jackson, ovšem nakonec ocenila jen Los Angeles Film Critics Association. K jeho dalším divácky oblíbeným filmům patří sci-fi drama Elysium (2013) s Mattem Damonem a Jodie Fosterovou v hlavních rolích nebo krimi drama Chappie (2015). Původně byl animátorem, v osmnácti letech se přestěhoval z JAR do Kanady. Od té doby žije ve Vancouveru.